# 维勒布吕米耶
维勒布吕米耶（法語：Villebrumier，法語發音：[vilbʁymje]）是法国奧克西塔尼大區塔恩-加龙省的一个市镇，属于蒙托邦区。

## 地理
维勒布吕米耶（43°54'24"N, 1°27'11"E）面积11.38 平方千米，位于法国奧克西塔尼大區塔恩-加龙省，该省份为法国西南部内陆省份，北起顺时针与洛特省、阿韦龙省、塔恩省、上加龙省、热尔省和洛特-加龙省接壤。
与维勒布吕米耶接壤的市镇（或旧市镇、城区）包括：圣诺法里、塔恩河畔维勒米尔、诺伊克、雷涅斯、瓦雷讷。
维勒布吕米耶的时区为UTC+01:00、UTC+02:00（夏令时）。

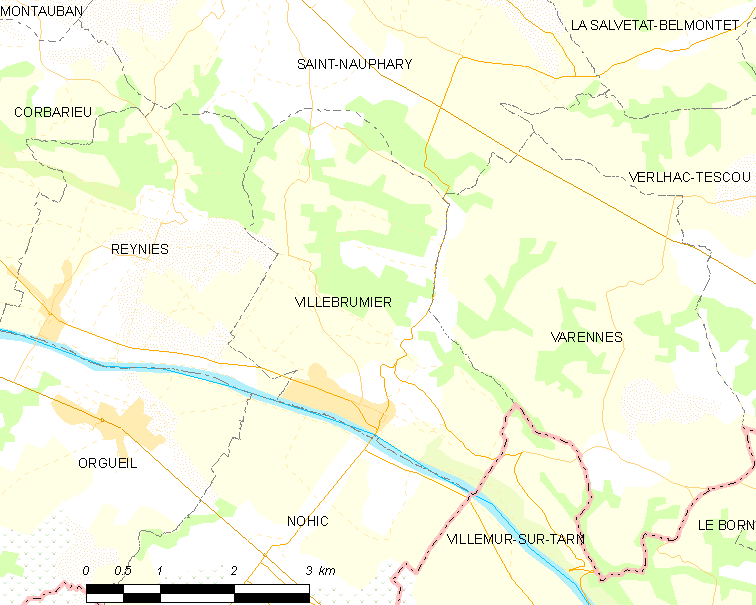
维勒布吕米耶的OSM定位图

## 行政
维勒布吕米耶的邮政编码为82370，INSEE市镇编码为82194。

## 图集

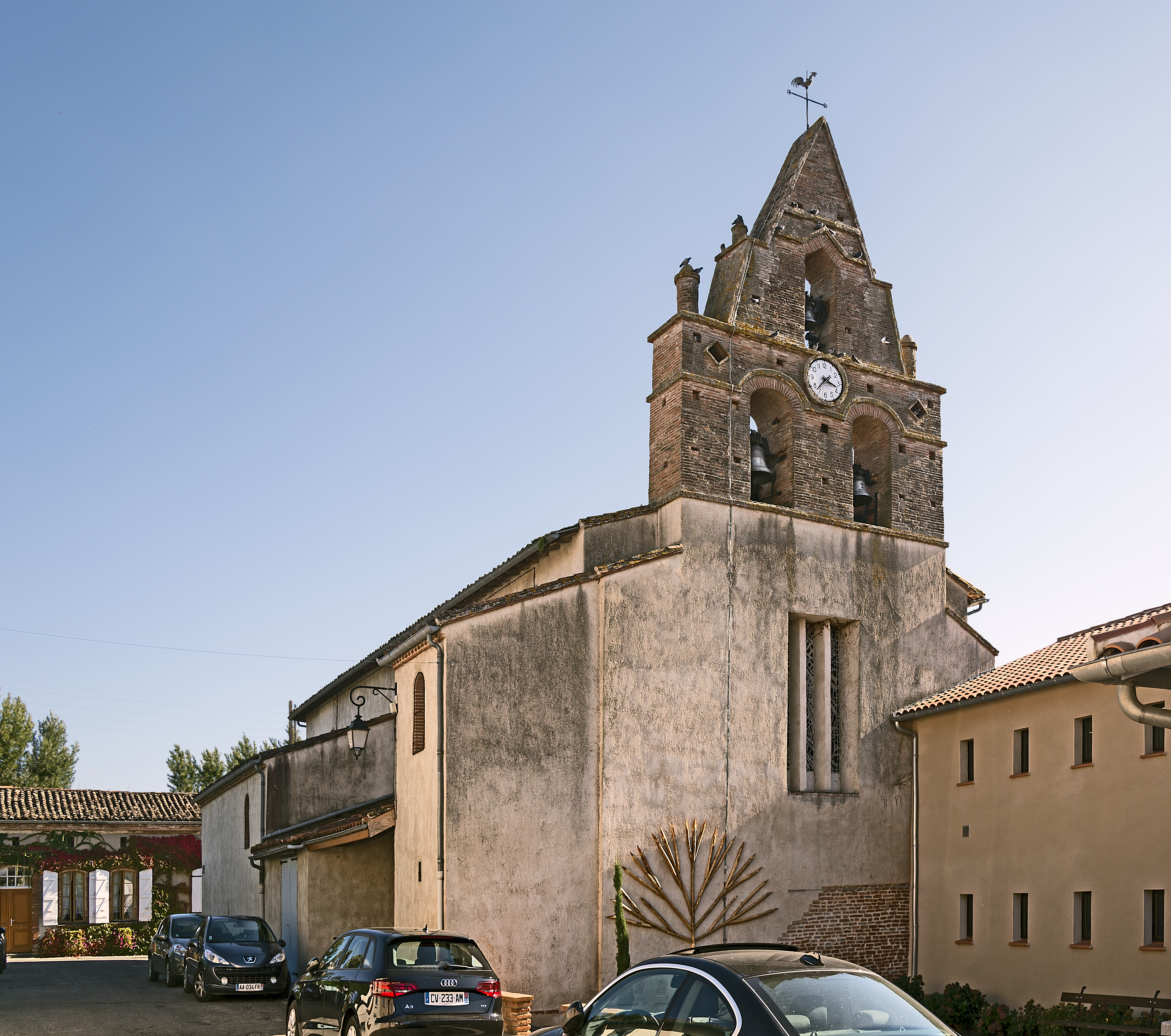
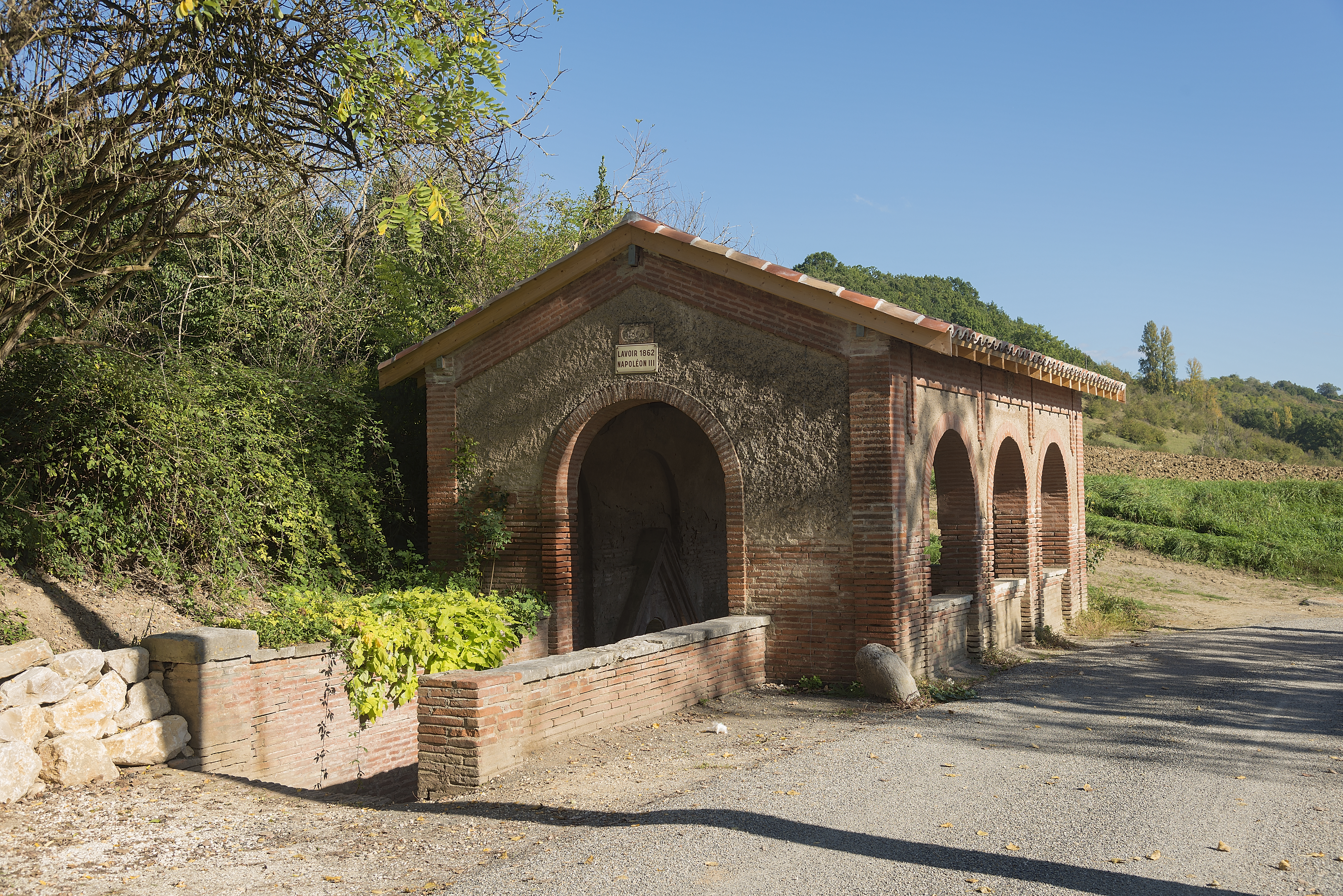
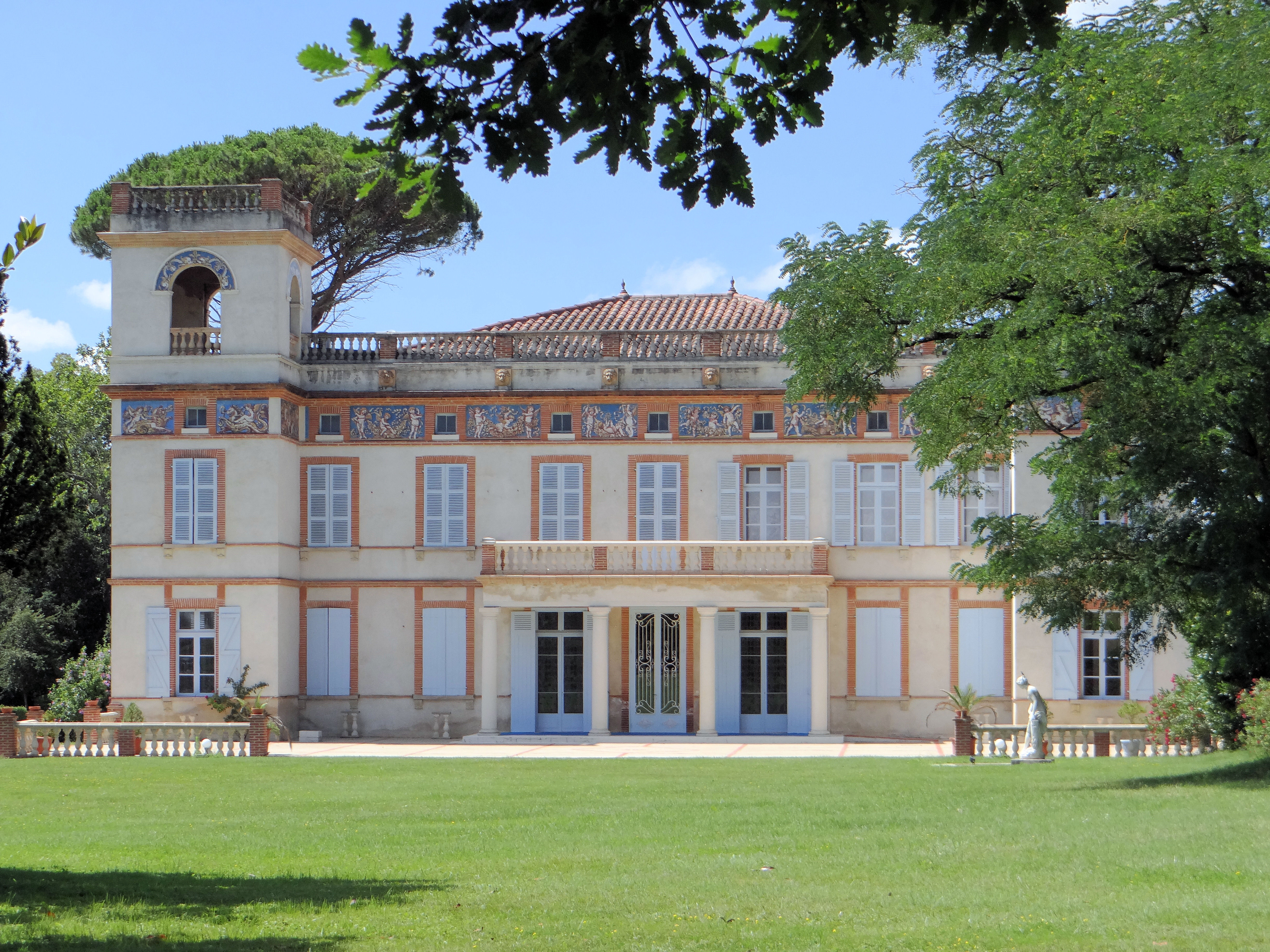

## 政治
维勒布吕米耶所属的省级选区为塔恩-泰斯库-绿色凯尔西县。

## 人口

1962-2008年间维勒布吕米耶人口变化图示

维勒布吕米耶于2022年1月1日时的人口数量为1349人。